# Mimapomecyna
Mimapomecyna es un género de escarabajos longicornios de la tribu Acanthocinini.

## Especies
- Mimapomecyna biplagiatipennis Breuning, 1961
- Mimapomecyna flavostictica Breuning, 1957